# John M. Burke
John Michael Burke (New Jersey, 1º luglio 2001) è uno scacchista statunitense, Grande Maestro.
Ha ottenuto il titolo di Maestro FIDE in agosto 2015, di Maestro Internazionale in aprile 2016, e di Grande Maestro in aprile 2018.
In settembre 2015 ha raggiunto il rating FIDE di 2601 punti Elo, diventando il più giovane giocatore a superare il punteggio di 2600 punti Elo (il record precedente apparteneva a Wei Yi).
Nel 2017 ha vinto il torneo Saint Louis Invitational a Saint Louis nel Missouri.
In agosto 2018 ha vinto a Greensboro il torneo "US Masters".
In ottobre 2020 ha vinto il campionato statunitense juniores (under 20), giocato online sui server Lichess a causa delle restrizioni imposte dalla Pandemia di COVID-19 del 2019-2021, superando Jeffery Xiong dopo gli spareggi rapid (Burke ha vinto la partita Armageddon).
Ha raggiunto il massimo rating FIDE in ottobre 2015, con 2603 punti Elo.